# Cosmin Tilincă
Cosmin Tilincă (Turda, 7 giugno 1979) è un ex calciatore rumeno.

## Carriera
In attività giocava come attaccante.

## Palmarès

### Club
- Liga II: 1

CFR Cluj: 2003-2004

#### Individuale
- Capocannoniere del Coppa Intertoto UEFA: 1

2005 (7 gol) a pari merito con Ionut Bogdan Peres